# Sedlo (Šumavské podhůří)
Sedlo (německy Stein Berg) je rozložitá a mohutná hora vysoká 905 m, která se nachází v Šumavském podhůří v katastru vesnice Albrechtice v okrese Klatovy. Jedná se o zalesněný vrchol, který je přirozenou dominantou blízkého okolí. Vrchol je protáhlý ve směru severozápad – jihovýchod, některé svahy jsou pozvolné, jiné (zejména jižní) prudké a kamenité. Ve vrcholové oblasti se vyskytuje mnoho skalních útvarů. Holou skálou je tvořena i vrcholová vyhlídka, na kterou v jižním směru navazuje prudký skalnatý sráz hluboký několik desítek metrů. 13. prosince 2009 byla na vrcholu otevřena dřevěná volně přístupná rozhledna.

## Hradiště
Na vrcholku hory se nachází pozůstatky starého keltského hradiště. Pevnost kopíruje vrcholovou část Sedla, je tedy protáhlá ve směru od severozápadu na jihovýchod.

## Turismus

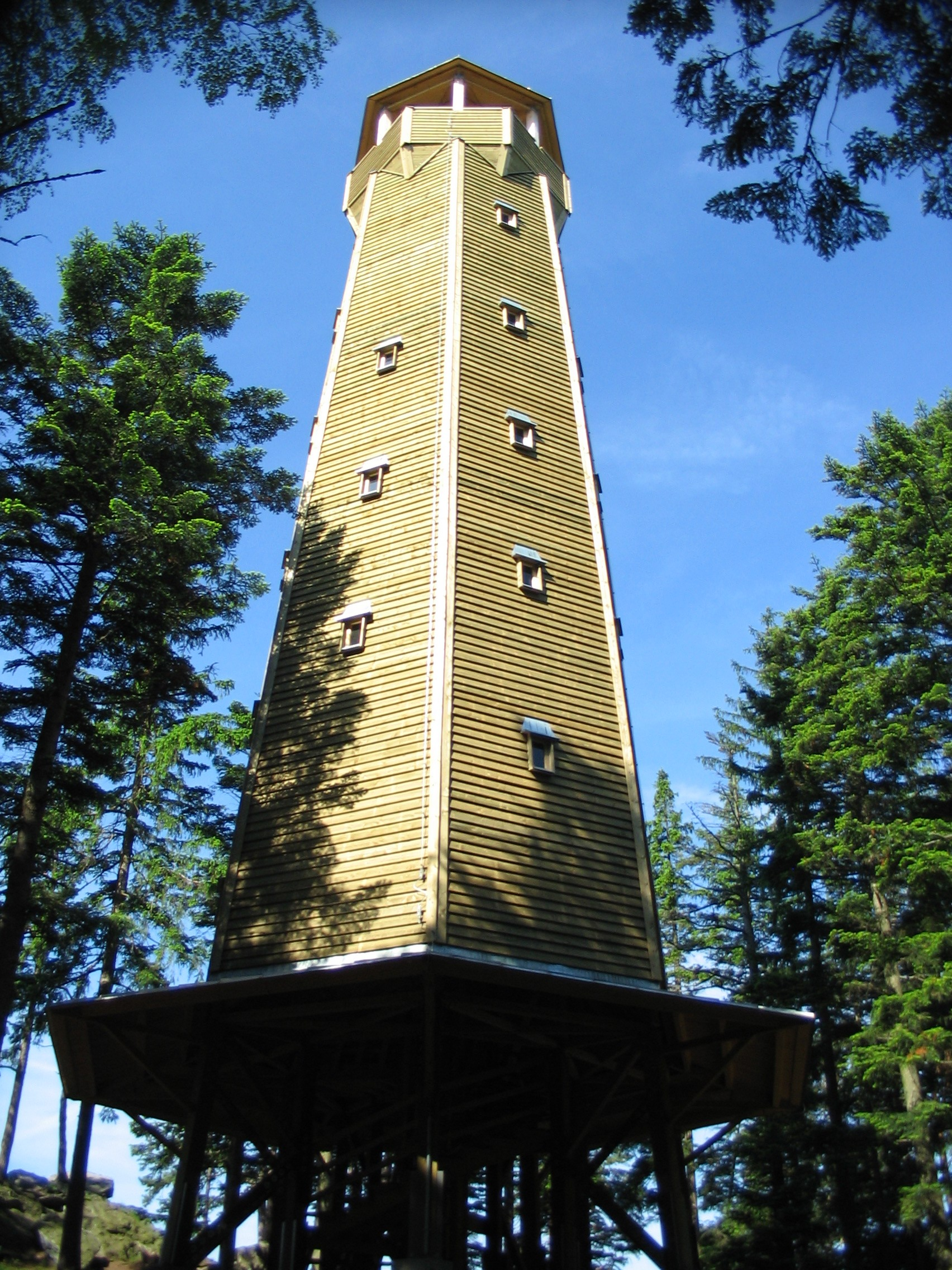
Dřevěná rozhledna

Na vrchol hory vede červená turistická značka, v jednom směru jde o mírné stoupání z blízkých Albrechtic, ve druhém směru vede po prudkém svahu a pokračuje do oblasti hradu Kašperk. Vyhlídka na vrcholu poskytuje výhled především na Šumavu (výhledu v ostatních směrech brání les), nachází se zde také posezení pro turisty (přístřešek se stolem a lavičky), podél cesty z Albrechtic je několik odpočívadel.
V druhé polovině roku 2009 zde byla vybudována dřevěná rozhledna sedmiúhelníkového půdorysu. Stavba byla dokončena podle plánu 30. listopadu a 13. prosince otevřena veřejnosti. Vyhlídková plošina se nachází ve výšce 23,75 m, celková výška rozhledny je 27,75 m. Byla postavena se snahou minimálně narušit přirozený vzhled kopce, viditelná je hlavně z jižní strany, na severní straně je téměř skryta mezi stromy.
Dříve na vrcholu existovala vojenská pozorovací věž, ta ale postupně zchátrala a myšlenky na výstavbu rozhledny se začaly realizovat zejména díky aktivitě Sdružení pro obnovu rozhledny na Sedle. Stavba byla financována z mnoha zdrojů, včetně veřejné sbírky (bylo například možné zakoupit jednotlivé schody, kupci jsou na „svých“ schodech za odměnu uvedeni).
Tradicí je silvestrovský výstup z Albrechtic na vrchol hory.

## Pověsti
Podle pověstí stával na vrcholu hory jeden z hradů šumavských obrů. Postavili jej zde, když už jim nedostačoval jejich první Obří hrad u Popelné.

## Galerie

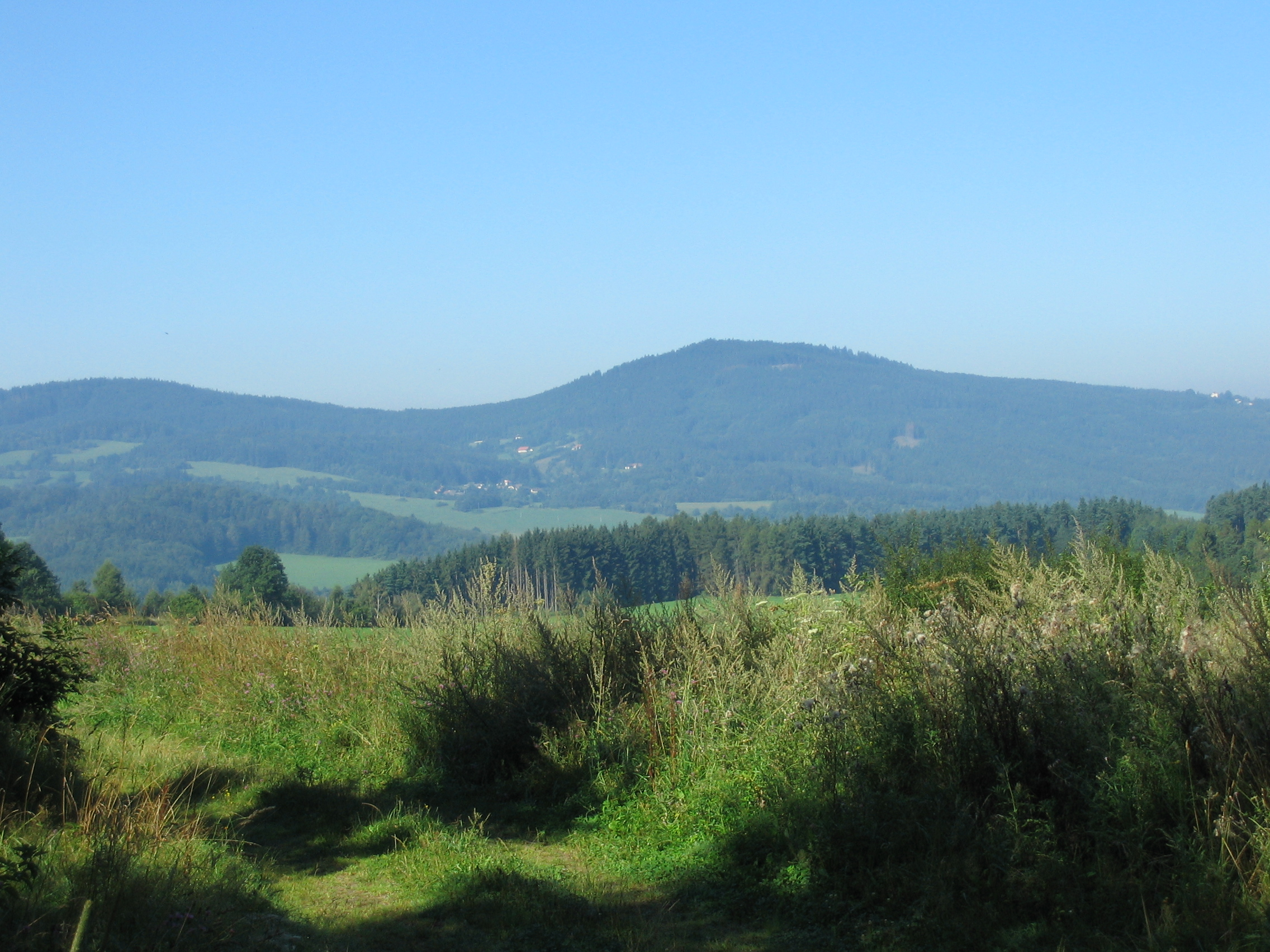
Pohled z východu (vlevo vrch Nadějov)
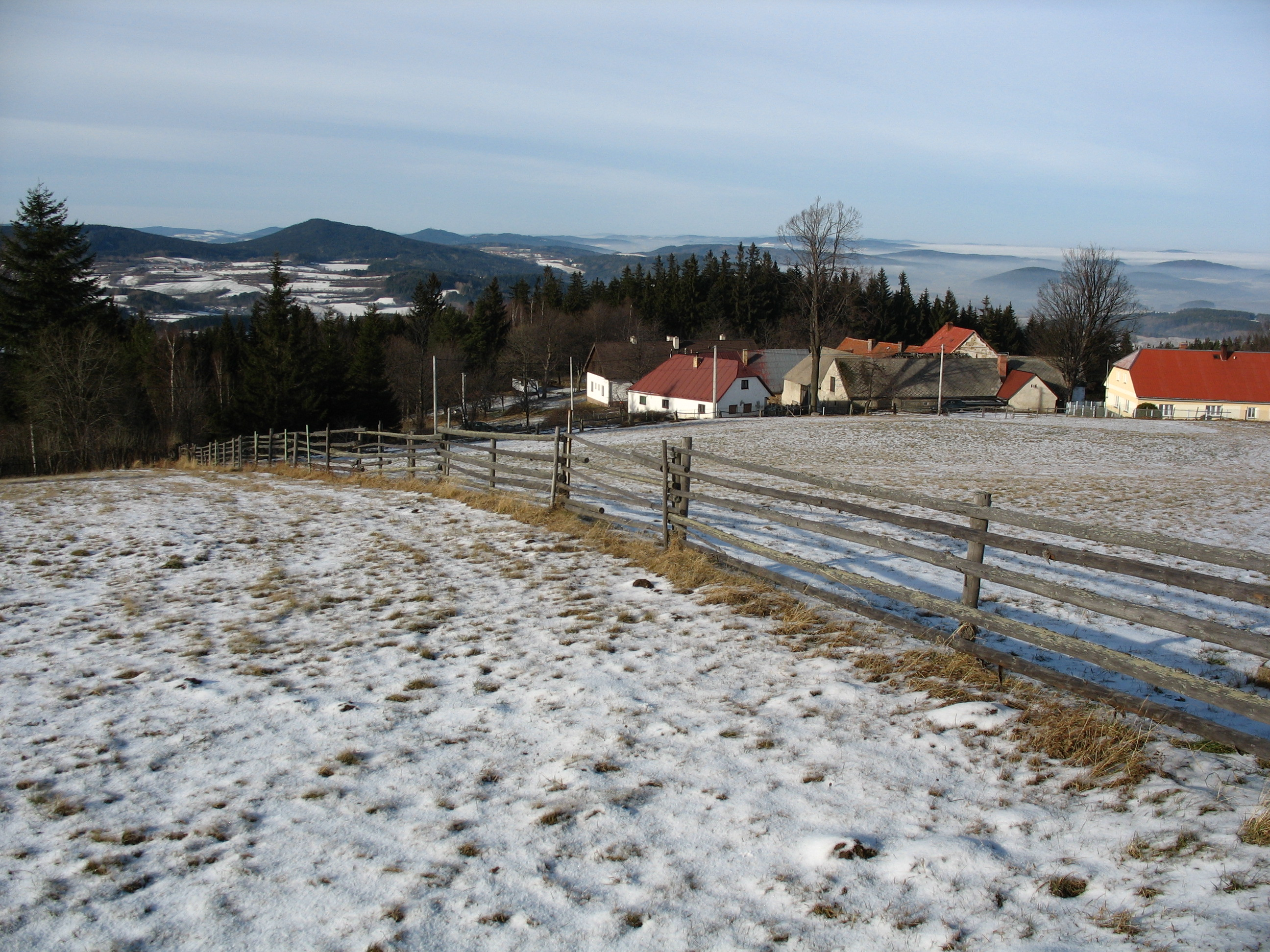
Hora Sedlo od osady Zuklín
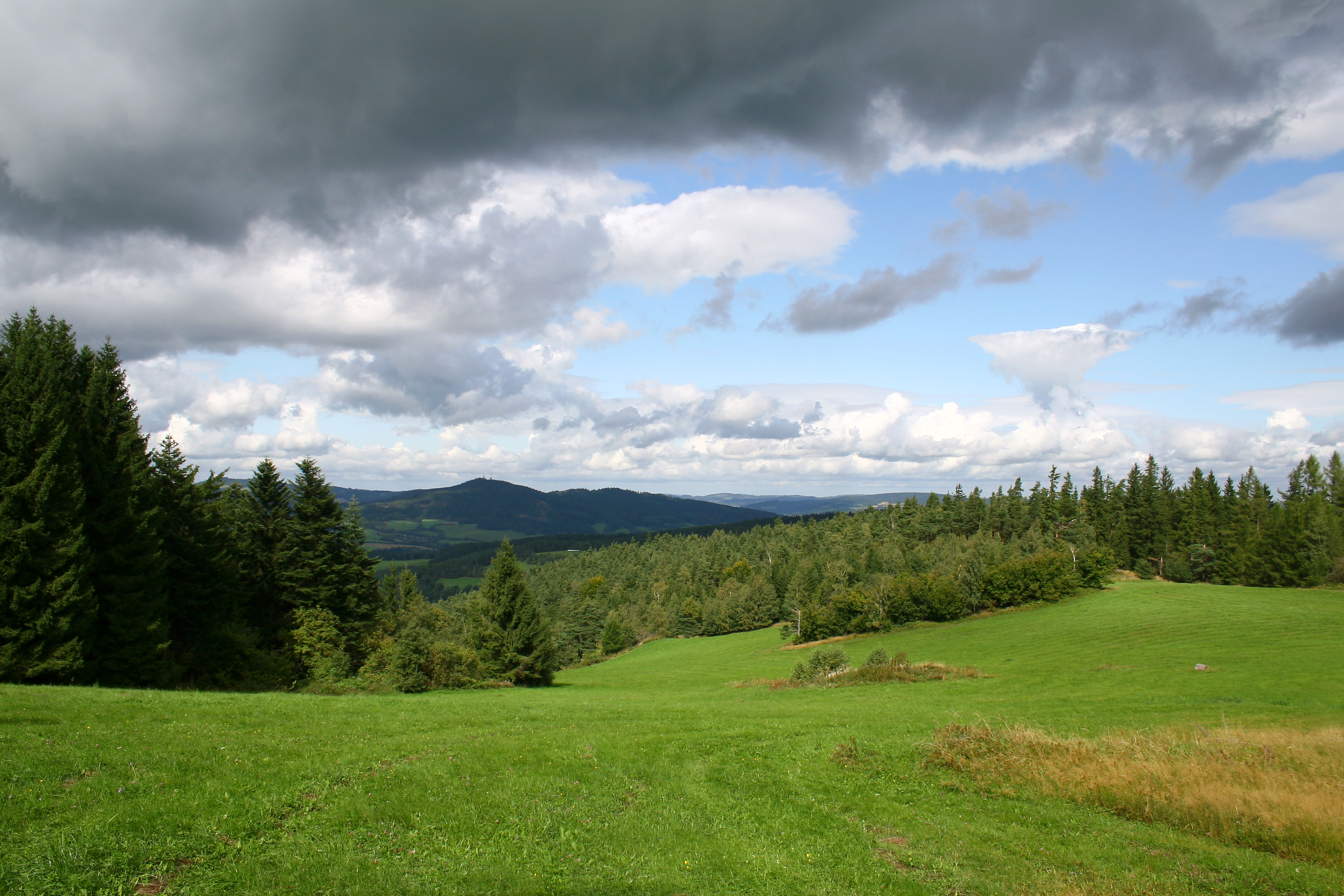
Pohled ze severozápadních svahů Sedla ke Svatoboru